# Louis Leubas
Charles Louis Numa Fivaz dit Louis Leubas, né le 23 décembre 1869 à Gorgier en Suisse et mort le 18 août 1932 à Aiguines (Var),,, est un acteur français de théâtre et de cinéma muet.

## Biographie
Comédien de théâtre, il a joué à Paris à l'Athénée, avec Jules Berry, Marcel Lévesque et Georges Tréville, puis au Vaudeville dont il fera partie de la troupe jusqu'en 1913. C'est là que Léonce Perret le remarque et le fait débuter au cinéma dans Main de fer contre la bande aux gants blancs, où il incarnait déjà un banquier qui préfigure son rôle le plus célèbre, celui du banquier corrompu Favraux dans Judex.
Leubas se partagera ensuite entre Feuillade et Perret. Il avait une « gueule » et se spécialisait dans les compositions dramatiques, comme l'abominable Edmond Le Bachelier dans L'Enfant de Paris, auquel il conféra une noirceur spectaculaire. Ce fut son rôle le plus spectaculaire sous la direction de Perret.
Louis Feuillade lui réserva ensuite bien des personnages, et notamment deux différents dans Les Vampires : le père Silence, qui apparaît uniquement dans le 3e épisode, et le terrible Satanas qui prend la direction des Vampires dans les derniers épisodes.
Il joua également avec d'autres réalisateurs tels que Jean Durand et Charles Burguet mais son activité professionnelle prend fin en 1922, année où il se retire près de  Toulon. Atteint d'un cancer, il met fin à ses jours ne pouvant plus supporter les souffrances de sa maladie.
Le surlendemain de sa mort des suites de ses blessures par balle, Louis Leubas est inhumé dans le cimetière de son petit village d'Aiguines.

## Filmographie
- 1912 : Main de fer contre la bande aux gants blancs, de Léonce Perret : le directeur de la banque
- 1912 : Le Mystère des roches de Kador, de Léonce Perret : le chef de la sûreté
- 1913 : L'Intruse, de Louis Feuillade : le tenancier
- 1913 : La Force de l'argent, de Léonce Perret : Hertzog
- 1913 : La Vengeance du sergent de ville, de Louis Feuillade : le sergent de ville
- 1913 : L'Enfant de Paris, de Léonce Perret : Edmond Le Bachelier
- 1913 : Main de fer et l'évasion du forçat de Croze, de Léonce Perret : le directeur de la banque
- 1914 : Ces demoiselles Perrotin, de Léon Poirier
- 1914 : La Main de l'autre, de Maurice Mariaud
- 1914 : La Voix de la patrie, de Léonce Perret : Otto Leepman
- 1914 : Le Coffret de Tolède, de Louis Feuillade
- 1914 : Le Roman d'un mousse, de Léonce Perret : le marquis Frantz de Luscky
- 1914 : Les Lions dans la nuit, de Jean Durand
- 1914 : L'Intègre, de René Le Somptier
- 1914 : Tu n'épouseras jamais un avocat, de Louis Feuillade : le bouif de Montparnasse
- 1915 : L'Énigme de la Riviera, de Léonce Perret
- 1915 : Les Vampires, de Louis Feuillade : Satanas / Père Silence
- 1915 : Son or, de Louis Feuillade
- 1916 : Judex, de Louis Feuillade : le banquier Favraux
- 1916 : La Fiancée du diable, de Léonce Perret
- 1916 : L'Aventure des millions, de Louis Feuillade
- 1916 : Le Malheur qui passe, de Louis Feuillade
- 1916 : Un mariage de raison, de Louis Feuillade et Léonce Perret : comte de Jarcy
- 1917 : Herr Doktor, de Louis Feuillade
- 1917 : Déserteuse ! de Louis Feuillade
- 1917 : La Fugue de Lily, de Louis Feuillade
- 1917 : La Nouvelle Mission de Judex, de Louis Feuillade : le banquier Favraux
- 1917 : L'Autre, de Louis Feuillade
- 1917 : Le Bandeau sur les yeux, de Louis Feuillade
- 1917 : Le Passé de Monique, de Louis Feuillade
- 1917 : Mon oncle, de Louis Feuillade
- 1918 : Impéria, de Jean Durand
- 1918 : Les Petites marionnettes, de Louis Feuillade
- 1918 : Tih Minh, de Louis Feuillade : Kistna
- 1918 : Vendémiaire, de Louis Feuillade : Wilfrid
- 1919 : L'Engrenage, de Louis Feuillade
- 1919 : L'Énigme, de Louis Feuillade
- 1919 : L'Homme sans visage, de Louis Feuillade
- 1922 : Judith, de Georges Monca et Rose Pansini
- 1922 : La Bâillonnée, de Charles Burguet : comte de Revel.

## Théâtre
- 1896 : Lysistrata de Maurice Donnay d'après Aristophane, Théâtre du Vaudeville
- 1900 : Sylvie ou la Curieuse d'amour d'Abel Hermant, Théâtre du Vaudeville
- 1901 : La Course du flambeau de Paul Hervieu, Théâtre du Vaudeville
- 1901 : Les Balances de Georges Courteline, mise en scène André Antoine, Théâtre Antoine
- 1907 : Sa sœur de Tristan Bernard, Théâtre de l'Athénée
- 1913 : La Belle Aventure de Gaston Arman de Caillavet, Robert de Flers et Étienne Rey, Théâtre du Vaudeville